# Kultura isnańska
Kultura isnańska – nazwa niniejszej jednostki kulturowej związana jest z eponimicznym stanowiskiem Isna znajdującym się w Górnym Egipcie. Zespół zjawisk kulturowych utożsamianych z omawianą kulturą obejmował swym zasięgiem obszary doliny Nilu. Rozwój owej jednostki kulturowej wyznaczają daty od ok. 12,5 do ok. 11 tys. lat temu. Inwentarz kamienny w owej kulturze reprezentowany jest przez zbrojniki geometryczne do których wytworzenia posługiwano się techniką mikrowiórową oraz drapacze i wióry ze śladami tzw. wyświecenia. Gospodarka kultury isnańskiej opierała się głównie na rybołówstwie o czym świadczą znaleziska ze stanowiska Machadma 2.